# Droit international privé en Tunisie
Pour les autres articles nationaux ou selon les autres juridictions, voir Droit international privé.
Le droit international privé en Tunisie est essentiellement régi par le code de droit international privé promulgué par la loi n°98-97 du 27 novembre 1998. Ce code contient cinq titres et qui traite essentiellement en premier lieu le conflit de juridictions et en second lieu le conflit des lois.